# Mareorama
El mareorama era una atracción de entretenimiento en la Exposición de París de 1900. Fue creado por Hugo d'Alesi, un pintor de carteles publicitarios, y fue una combinación de pinturas panorámicas en movimiento y una gran plataforma de movimiento. Es considerado como uno de los últimos desarrollos importantes en la tecnología de panoramas, poco antes de que el medio se volviera obsoleto.

## Desarrollo
Entre 1892 y 1900, muchas atracciones tuvieron éxito por primera vez en forma de pantomimos lumineuses. Por ejemplo, en 1894, las personas podían ver fotografías en movimiento en el quinetoscopio de Thomas Edison y, a partir de diciembre de 1895, pudieron ver las primeras películas de los hermanos Lumière. Al ver el éxito que había generado, muchos empresarios intentaron incorporar imágenes en movimiento en sus diversiones ya existentes, porque las cualidades recreativas de las imágenes en movimiento por sí mismas no eran del todo apreciables. Entonces, en lugar de pensar que las imágenes en movimiento amenazaban los panoramas de esa época, los empresarios inicialmente incorporaron películas en sus pantallas panorámicas con gran entusiasmo.

## Funcionamiento
Exhibida en la Exposición de París en 1900, la atracción estaba ubicada dentro de un edificio en la sección de entretenimiento, en el Campo de Marte. El Mareorama desarrolló simultáneamente dos panoramas en movimiento para deleite de los espectadores, quienes se colocaron entre ellos para crear la ilusión de estar en la cubierta de un barco.
Las dos pinturas fueron imágenes continuas del mar y la costa del viaje. Cada una de ellas tenía 750 m (2,460 pies) de largo y 13 m (42,5 pies) de alto. Para crearlas, d'Alesi esbozó los aspectos más destacados de un viaje de un año que realizó entre Marsella y Yokohama. Luego dirigió un gran equipo de pintores decorativos y de escena durante ocho meses, para transferir los bocetos a los 20,000 m² (215,000 pies cuadrados) de lienzo. Montados sobre grandes cilindros sostenidos por flotadores, e impulsados por motores hidráulicos, los dos lienzos se desplegaron junto a los espectadores a lo largo del viaje simulado. El borde superior de cada lienzo se enganchó a pequeños carros en un riel y se reforzó con una delgada banda de acero para evitar el hundimiento. Los propios cilindros estaban ocultos por cortinas y accesorios.
Los espectadores se pararon en una plataforma que representaba la cubierta de un barco de vapor, con embudos humeantes y silbatos de vapor. Para darle un movimiento de balanceo y inclinación, se montó en un marco de hierro cuadrado de 5 m (16 pies) en un cardán. Una combinación de cilindros hidráulicos, cadenas y motores eléctricos permitieron a la plataforma avanzar hasta 50 cm (20 pulgadas) desde la horizontal y rodar hasta 20 cm (8 pulgadas).
El realismo de la atracción se deriva tanto del tema que representan como de la tecnología que pone a los pasajeros en medio de las cosas y el movimiento simulado. Incluso hubo un mareorama que duró media hora y albergó a setecientos espectadores a la vez, lo que ofreció un itinerario plausible a varios puertos. Entre estos encontramos un viaje simulado de Marsella a Yokohama, pasando por Argelia, Nápoles, Estambul, el Canal de Suez, Sri Lanka y Singapur. Fue un viaje sensorial tanto en el tiempo como en el espacio. Mareorama, de esa manera, convirtió a los espectadores en "pasajeros" de un barco, ya que simulaba la emoción de viajar por mar con imágenes en movimiento, al consistir en una réplica de un barco de vapor de 70 m (230 pies) de largo y 2 panoramas (uno para el lado de babor, uno para el estribor) en rodillos grandes.

## Ilusión óptica y sensación
La sensación de acercamiento y desapego se experimenta en un efecto del telescopio cinemático: el límite físico de la ciudad, en el borde del mar, se convierte en un marco que se ensancha. Un espacio visual abierto. Las vistas de una ciudad que sigue el curso de un río que atraviesa su arquitectura también proporcionan una diversidad cinematográfica de perspectiva y movimiento: una primera vista de la ciudad desde la distancia, luego se acerca a su corazón y, finalmente, se aleja . En palabras del historiador arquitectónico Renzo Dubbini, a medida que uno se mueve con el flujo de la corriente, "la vista se regula mediante un flujo continuo de imágenes que cambia constantemente. El punto de observación se mueve a lo largo de una sucesión de los innumerables puntos de vista que conforman una ruta geográfica ".
Los diferentes escenarios reproducen la realidad de diferentes maneras. Ya sea confiando en las ilusiones ópticas generadas por los espectadores, haciendo referencias a otros géneros realistas como el museo de cera, o simulando mecánicamente el movimiento con una plataforma de movimiento. O considerando, yuxtaponer múltiples formas por acumulación, como panoramas pintados, imágenes en movimiento o presentaciones en vivo. Para agregar a la ilusión de un viaje por mar, los fanáticos crearon una brisa marina, que silbaba en el aparejo. Los efectos de iluminación crearon el día y la noche, así como los destellos de los rayos. También hubo sonidos del tornillo de la nave y la sirena de vapor. Las algas y el alquitrán proporcionaron un elemento olfativo de la simulación. En general, toda la experiencia se complementó con actores que representaban manos de cubierta, apresurándose, "aparentemente para ayudar a cualquiera que pudiera sufrir mal de mer". Finalmente, para impactar en todos los sentidos a la vez y obtener el efecto más realista posible, también presentaron una sinfonía tocada por una orquesta que no se podía ver mientras las imágenes estaban representadas en el Mareorama. De esta manera, se multiplicó la dirección sensorial del panorama.
Así se creó una marcha tecnológica hacia una reproducción cada vez más perfectamente realista y, finalmente, hacia la invención del cine. Sin embargo, dicho esto, al final el cine terminó eclipsando la popularidad de los panoramas en los primeros años del siglo XX.